# Notacma minax
Notacma minax är en stekelart som först beskrevs av Cresson 1868.  Notacma minax ingår i släktet Notacma och familjen brokparasitsteklar. Inga underarter finns listade i Catalogue of Life.